# The Man, The King, The Girl
The Man, The King, The Girl es el primer álbum debut de Deerhoof. Fue grabado bajo el sello independiente de Kill Rock Stars y se lanzó al mercado el 28 de octubre de 1997. El título hace referencia a los tres integrantes de la banda.

## Lista de canciones
1. Tiger Chain
2. Poly Bee
3. Sophie
4. A-Town Test Site
5. Gold On Black
6. For Those Of Us On Foot
7. Gore In Rut
8. Wheely Freed Speaks to the People
9. Bendinin
10. The Pick Up Bear
11. Hayley and Homer
12. The Comedian Flavorist
13. Queen Of The Mole People
14. Kneil

## Músicos
- Satomi Matsuzaki - Voz
- Rob Fisk - Guitarra
- Greg Saunier - Batería

- Datos: Q6144854